# Да живееш по малко
„Да живееш по малко“ (на испански: Vivir un poco) е мексиканска теленовела от 1985 г., създадена от Артуро Моя Грау, режисирана от Рафаел Банкелс, Педро Дамян и Беатрис Шеридан и продуцирана от Валентин Пимстейн за Телевиса.
В главните роли са първите актьори Анхелика Арагон и Рохелио Гера, а в отрицателните – първата актриса Беатрис Шеридан, Нурия Бахес, Инес Моралес, Фелисия Меркадо, Роберто Байестерос и първият актьор Карлос Ансира. Специално участие вземат Аугусто Бенедико, Ирма Лосано и Хуан Антонио Едуардс.

## Сюжет
Историята започва през 1965 г., когато група приятели пътува за удоволствие до Буенос Айрес, Аржентина. Но всичко се променя, когато една нощ в една от хотелските стаи се чува изстрел. Андреа Сантос е първата, която чува изстрела и отива в стаята, за да види какво се е случило. Влизайки в стаята, Андреа открива своята приятелка Марта, покосена от куршум. Заварена на местопрестъплението и с пистолет в ръка, Андреа е обвинена в убийство. Месеци по-късно, Андреа е призната за виновна и е осъдена на доживотен затвор. Всички вярват, че Андреа е убила Марта, и ѝ обръщат гръб. Грегорио Мериса Обрегон е огорчен от съпругата си. Той решава да каже на децата им, че майка им е умряла, мислейки че повече няма да я види.
20 години по-късно. Андреа се е превърнала в огорчена и жестока жена. Тя е от най-дълго време от всички в женския затвор. Другите затворнички се страхуват от нея и я уважавт. Андреа контактува единствено със своя адвокат, който вярва, че тя е невинна, и чрез писма с отец Бениньо, който ѝ изпраща мексиканска храна и глина. Обработвайки глината и продавайки я, Андреа натрупва богатство. Един от тези дни, след дванадесетата молба за прошка, Андреа е освободена и решава да се върне в Мексико. В Мексико Грегорио решава да се ожени за Магдалена, жена, която „помни“ Андреа, въпреки че децата му – Адриан, Атина и Алдо не са съгласни с този брак, особено с приближаването на годишнината от „смъртта на майка им“.
Вече в Мексико, Андреа решава да си върне децата. Паралелно с това, Андреа прави опити да открие истинския убиец на Марта. Постепенно историята започва да се разгръща – всеки от групата е имал причина да извърши престъплението.

## Актьори
- Анхелика Арагон – Андреа Сантос де Мериса Обрегон
- Рохелио Гера – Грегорио Мериса Обрегон Медина
- Беатрис Шеридан – Аура Мериса Обрегон Кортасар
- Ирма Лосано – Роса Мериса Обрегон Кортасар
- Хуан Антонио Едуардс – Рохелио Андраве Естравадос
- Фелисия Меркадо – Магдалена Армендерос Давалос
- Клаудио Баес – Армандо Лареа Гомес
- Нурия Бахес – Алфонсина Давалос де Лареа
- Грегорио Касал – Гонсало Маркос
- Инес Моралес – Лилия Пастора де Маркос
- Карлос Ансира – Абундасио Янос дел Торо
- Артуро Пениче – Адриан Мериса Обрегон
- Патрисия Перейра – Атина Мериса Обрегон
- Алберто Маягоития – Алдо Мериса Обрегон
- Роберто Баястерос – Маркос Янос дел Торо
- Мануел „Флако“ Ибаниес – Леонардо Рафаел Фернандес
- Рафаел Инклан – Филогонио Янос дел Торо
- Аугусто Бенедико – Отец Бениньо
- Алма Делфина – Паулина Фернандес
- Хайме Гарса – Тинторето Фернандес
- Аурора Молина – Висента
- Лиляна Веймер – Силвина
- Мария Мартин – Баронесата
- Гастон Тусет – Алехандро Лусино
- Алехандро Ландеро – Детето
- Мигел Кане – Рохелио (дете)
- Клаудия Пуенсо – Атина (дете)
- Бернарт Сиферт – Адриан (дете)
- Уолф Рувинскис – Адвокат
- Аурора Клавел – Секретарка на Андреа
- Сесилия Габриела – Секретарка на Грегорио
- Бети Катаня – Джина
- Роксана Сауседо – Серена
- Хорхе Лават – Антонио
- Ракел Аргандоня – Ракел
- Клер Д'Аскороне – Марта Естравадос де Андраве
- Хула Посо
- Херардо Мургия
- Синтия Клитбо
- Рене Муньос
- Омар Фиеро

## Премиера
Премиерата на Да живееш по малко е на 30 юли 1985 г. по Canal de las Estrellas. Последният 165. епизод е излъчен на 14 март 1986 г.

## Награди и номинации
Награди TVyNovelas (Мексико) 1986
| Категория                            | Личност              | Резултат   |
| ------------------------------------ | -------------------- | ---------- |
| Най-добра теленовела                 | Валентин Пимщейн     | Печели     |
| Най-добра актриса в положителна роля | Анхелика Арагон      | Печели     |
| Най-добър актьор в положителна роля  | Рохелио Гера         | Номиниран  |
| Най-добра актриса в отрицателна роля | Беатрис Шеридан      | Номинирана |
| Най-добър пръв актьор                | Карлос Ансира        | Печели     |
| Най-добър пръв актьор                | Аугусто Бенедико     | Номиниран  |
| Най-добър пръв актьор                | Рафаел Инклан        | Номиниран  |
| Най-добра първа актриса              | Ирма Лосано          | Номинирана |
| Най-добра млада актриса              | Алма Делфина         | Номинирана |
| Най-добър млад актьор                | Хуан Антонио Едуардс | Печели     |
| Най-добър млад актьор                | Артуро Пениче        | Номиниран  |
| Най-добър млад актьор                | Хайме Гарса          | Номиниран  |
| Най-добро мъжко откритие             | Артуро Пениче        | Печели     |
| Най-добро мъжко откритие             | Алберто Маягоития    | Номиниран  |
| Най-добър режисьор                   | Рафаел Банкелс       | Печели     |
| Най-добър женски дебют               | Патрисия Перейра     | Печели     |

## Адаптации
- Мащехата (1981), чилийска теленовела, продуцирана от Canal 13, с участието на Яел Унхер и Уалтер Клихе.
- За цял живот (1996), мексиканска теленовела, продуцирана за Телевиса и чилийския канал Mega, с участието на Офелия Медина и Есикел Лавандерос.
- Завинаги (1996), американска теленовела, копродукция на telenovela estadounidense coproducida por FOX и Телевиса, с участието на Чария Майенсет и Джеймс Ричър.
- Мащехата (2005), мексиканска теленовела, продуцирана от Салвадор Мехия за Телевиса, с участието на Виктория Руфо и Сесар Евора.
- Кой уби Патрисия Солер (2014), колумбийска теленовела, с участието на Итати Канторал и Мигел де Мигел.
- Мащехата (2022), мексиканска теленовела, продуцирана от Кармен Армендарис за ТелевисаУнивисион, с участието на Арасели Арамбула и Андрес Паласиос.